# Chiesa di San Sebastiano (Castelsantangelo sul Nera)
La chiesa di San Sebastiano si trova a Castelsantangelo sul Nera, nelle Marche, in provincia di Macerata.
L'edificio è ubicato nella piazza principale del paese.

## Storia
Parte della storia dell'edificio è nota grazie ad un'incisione presente sull'architrave del portale, su cui si legge "Societas Misericordiae MDLXXX", e ci spiega che la costruzione della chiesa è stata, almeno in parte, finanziata della Confraternita della Misericordia; infatti questa struttura era stata realizzata come oratorio per la Confraternita dall'architetto Pietro da Tolentino, e fu terminata nel 1528. Il legame che la tradizione stabilisce tra questa chiesa e la battaglia del Pian Perduto fa supporre che l'edificio risalga persino ad un periodo antecedente al 1522, anno della predetta battaglia, quindi le date citate sopra citano rifacimenti della struttura.
L'edificio è stato danneggiato dal terremoto del 2016, in particolare dalla scossa del 26 ottobre che ebbe epicentro proprio a Castelsantagelo sul Nera. Nel 2017 dalle macerie sono state tratte in salvo 24 opere d'arte

## Descrizione
La facciata presenta una struttura realizzata in blocchi di pietra squadrata. L'interno è a navata unica terminante ad abside semicircolare. La copertura a doppio spiovente è sorretta da due archi a doppio sesto. Sulla parete destra è rappresentata una Madonna in trono con Bambino, con San Lorenzo e Sant'Antonio Abate. L'opera è inserita in una nicchia. Un fregio ci ricorda i committenti e la data dell'affresco: "Angelo [...] Fratelli Lor Devotione 1597", ovvero "Ad Angelo [...] i fratelli per loro devozione 1597". L'affresco è attribuito ad Ascanio Poggini, ultimo esponente della Scuola di Mevale.

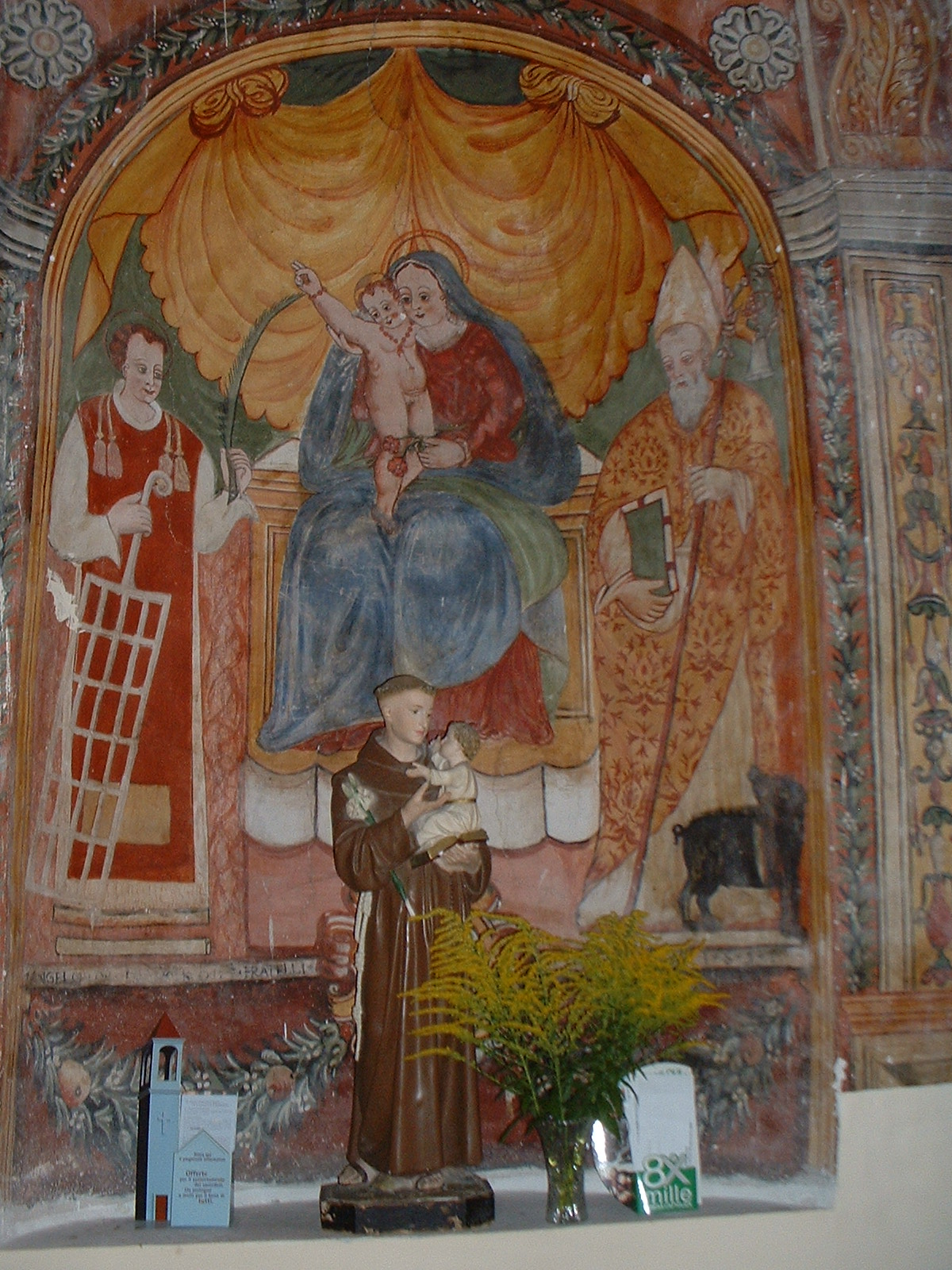
L'affresco di Ascanio Poggini